# 夜になるまえに
『夜になるまえに』（Antes Que Anochezca, 英: Before Night Falls）は、キューバ出身の作家・詩人、レイナルド・アレナスの自伝である。

## 概要
カストロ政権下で、作家であり、またホモセクシュアルであるために迫害されたレイナルド・アレナスは、1980年にアメリカに亡命するが、その後エイズを発病してしまう。自身の壮絶な一生を描く自伝。
2000年にジュリアン・シュナーベル監督により映画化された。ヴェネツィア国際映画祭で審査員特別グランプリと男優賞を受賞し、アカデミー賞でも主演男優賞にノミネートされた。

## 邦訳
- 『夜になるまえに ―ある亡命者の回想』　安藤哲行訳、国書刊行会刊、1997年　ISBN 978-4336039514
- 『夜になるまえに』　安藤哲行訳、国書刊行会刊、2001年　ISBN 978-4336037794　（新装版）

## 映画

### キャスト
※括弧内は日本語吹替
- レイナルド・アレナス - ハビエル・バルデム（原康義）
- ラサロ・ゴメス・カリレス - オリヴィエ・マルティネス（咲野俊介）
- ペペ・マラス - アンドレア・ディ・ステファノ（家中宏）
- ビクトル中尉/ボンボン - ジョニー・デップ（平田広明）
- クコ・サンチェス - ショーン・ペン（宗矢樹頼）
- エベルト・ソリーシャ・オチョア - マイケル・ウィンコット（小島敏彦）
- ヒルヒリオ・ヒニェーラ - エクトール・バベンコ
- フイナ・コレア - ナイワ・ニムリ
- レイナルドの母 - オラッツ・ロベス・ガルメンディア
- 10代のレイナルド - ヴィトマリア・シュナーベル

### スタッフ
- 監督・脚本：ジュリアン・シュナーベル
- 音楽：カーター・バーウェル
- 挿入曲：ルー・リード、ローリー・アンダーソン

### 評価
レビュー・アグリゲーターのRotten Tomatoesでは100件のレビューで支持率は74%、平均点は6.80/10となった。Metacriticでは26件のレビューを基に加重平均値が85/100となった。

### 受賞歴
- 第57回ヴェネツィア国際映画祭 審査員特別賞、主演男優賞
- 第35回全米映画批評家協会賞 主演男優賞
- 第16回インディペンデント・スピリット賞 主演男優賞
- ナショナル・ボード・オブ・レビュー賞 主演男優賞
- サザン・イースタン映画批評家協会賞 主演男優賞
- 第73回アカデミー賞 主演男優賞　（ノミネート）
- 第58回ゴールデングローブ賞 主演男優賞　（ノミネート）
- シカゴ映画批評家協会賞 主演男優賞　（ノミネート）